# Аванци, Якопо
Я́копо Ава́нци (итал. Jacopo Avanzi; ок. 1350, Болонья — 21 января 1416) — живописец итальянского проторенессанса эмилианской школы.

## Биография
История этого художника была прояснена сравнительно недавно благодаря обнаруженным документам. Ранее его часто путали с другими, такими как Якопо де Бавози, и особенно с уроженцем Виченцы Якопо Аванцо, работавшим в Виченце, Вероне и Падуе.
Якопо Аванци, скорее всего, был родом из Болоньи; сохранились болонские документы 1370-х — 1380-х годов, в которых он неоднократно упоминается.
Согласно последним исследованиям, между 1376 и 1377 годами Якопо Аванци расписал фресками «Истории святого Иакова» в люнетах капеллы Святого Иакова (Сан-Джакомо) в базилике Святого Антония в Падуе, позднее завершёнными Альтикьеро да Дзевио, и в 1377—1379 годах (по иным данным: в 1384) в пристроенном к базилике Оратории Сан-Джорджо.
Часть фресок в церкви Санта-Аполлония-ди-Меццаратта, изображающие истории Моисея (1330—1380), также приписываются этому художнику: теперь они ради сохранности отделены от стен и находятся в отдельном зале Национальной пинакотеки Болоньи, где их разместили так же, как и внутри церкви.

## Галерея
- Капелла Святого Иакова (Сан-Джакомо) в базилике Святого Антония, Падуя
- Чудо неукротимых быков и прибытие тела святого в замок королевы Лупы. Фреска Капеллы Святого Иакова. Между 1372 и 1379
- Погребение Святой Луции. 1384. Фреска Капеллы Святого Иакова
- Чудо Иисуса. Исцеление расслабленного. Фреска церкви Санта-Аполлония-ди-Меццаратта. Национальная пинакотека Болоньи
- Распятие. Дерево, темпера, золочение. Палаццо Колонна, Рим